# شیرازی علیا
شیرازی علیا، روستایی واقع در دهستان قره سو(براساس تقسیمات جدید کشوری از دهستان درودفرامان جداشده و بانام جدید قره سو ثبت گردیده) از توابع بخش مرکزی شهرستان کرمانشاه در استان کرمانشاه ایران است.دارای زمین های کشاورزی کمی می باشد که همه دیم هستند ولی به دلیل مراتع بسیار زیادی که در ارتفاعات دارد پتانسیل زیادی در بخش دامپروری دارد هرچند به طور کامل از آن بهره وری نشده است روستا در ارتفاعات دارای طبیعت بسیار بکر و زیبایی میباشد چندسالی هست ابن طبیعت زیبا که دارای جنگل بلوط بسیار زیبایی هست به دلیل عدم رسیدگی مسئولین دولتی و کم توجهی اهالی روستا و روستاهای پایین دست هرساله چندبار دچار آتش سوزی میشود.
اهالی روستا از ایل همیون (احمدوند)میباشند که قرن ها در این‌مکان زندگی کرده در قدیم مردم روستا به صورت عشایری منطقه ای زندگی کرده اند ییلاق قشلاق روستایی درفصل بهار و تابستان و بخشی از پاییز در ارتفاعات و زندگی چادرنشینی داشته اند و به کشاورزی و دامپروری در آنجا مشغول بوده اند،و درفصل سرما و زمستان به مکان اصلی روستا در پایین دست و جوار رودخانه سیمره برگشته اند طی ۵۰سال گذشته به دلیل کمبود امکانات و زمین های کشاورزی کم که کفاف هزینه های خانوار را نمیداد از دهه ۵۰ به بعد شروع به نقل مکان وسکونت در داخل شهر کرمانشاه کرده اند و اکثرا ساکن کرمانشاه بوده و فقط چندخانواری در روستا زندگی میکنند اهالی باقی مانده در روستا  از امکانات رفاهی فقط دارای برق و دسترسی به اینترنت را دارا هستند هنوز به امکانات آب لوله کشی و گاز دسترسی ندارند شغل مردم روستا دامداری و کشاورزی میباشد روستا دارای جاده شوسه(شن ریزی شده) میباشد و هنوز آسفالت نشده.

## جمعیت
براساس سرشماری سال ۱۳۹۵ جمعیت آن ۳۸ نفر (۸ خانوار) بوده‌است.